# 金钟镇 (漳县)
金钟镇，是中华人民共和国甘肃省定西市漳县下辖的一个乡镇级行政单位。

## 行政区划
金钟镇下辖以下地区：
看治坡村、大庄村、白家沟村、马台沟村、纳仁沟村、尖子村、大车厂村、苏油沟村、金钟村、张家山村、石灰楼村、寨子川村和大石门村。